# Défis fantastiques, le jeu de rôle
Défis fantastiques, le jeu de rôle (Advanced Fighting Fantasy), est un jeu de rôle médiéval-fantastique britannique créé à partir des séries de livres-jeux Défis fantastiques et Sorcellerie !.
Le cadre de campagne est le monde de Titan. Les règles sont adaptées des règles des livres-jeu.

## Première édition
La première version, appelée Fighting Fantasy - The Introductory Role-playing Game, est créée par Marc Gascoigne (en) et Pete Tamlyn, et éditée dans les années 1980. Elle se compose de :
- Fighting Fantasy (1984) , le livre de règles ;
- Out of The Pit (1985), qui décrit les créatures des séries Défis fantastiques et Sorcellerie ! ;
- Titan (1986), un descriptif du monde ;
- The riddling reaver (1986), une campagne.

Une deuxième version, appelée Advanced Fighting Fantasy (AFF) est parue à la fin des années 1980-début des années 1990 ; elle se compose des ouvrages :
- Dungeoneer (1989)  : c'est la seconde édition du jeu ;
- Blacksand! (1990)  : supplément de la seconde édition, avec des compléments de règle, la description du Port de Sablenoir (Port Blacksand) et un scénario ;
- Allansia (1994)  : complément de règles, description du continent, campagne.

## Seconde édition et édition française
En 2003, certains livres-jeu ont été réédités sous la forme de scénarios pour le d20 System par Jamie Wallis et édités par Myriador, qui envisageait d'éditer également un nouveau jeu de rôle. Cependant, leur site Internet n'a pas été remis à jour depuis 2005…
Une nouvelle version de Advanced Fighting Fantasy, écrite par Graham Bottley, est sortie en 2011 chez l'éditeur Arion Games (Arion étant le nom d'un royaume de Titan), distribué par Cubicle 7, accompagnée d'une réédition de Titan et Out of the Pit. Outre la réédition des anciens suppléments, l'éditeur publie également un herbier (The Titan Herbal) ainsi qu'une campagne et des figurines à imprimer.
L'association Scriptarium a obtenu la licence pour la traduction française,. Le livre Défis fantastiques : le jeu de rôle est paru le 14 mars 2013, et s'est retrouvé en rupture de stock à la mi-avril avant d'être réimprimé,. Outre la traduction de l'ouvrage Advanced Fighting Fantasy, la version française contient une campagne originale, Le Tambour de Gondrim. En août 2013, Scriptarium sort l'écran, accompagné d'un scénario, Pirates à la dérive (présenté comme le premier volet d'une campagne nommée Maudit Trésor…), ainsi que des Accessoires du meneur de jeu (figurines en carton et plans de sol),. L'éditeur français propose des scénarios gratuits à télécharger,.
En mars 2014, Scriptarium lance un financement participatif sur Ulule pour financer l'édition de la traduction de l'ouvrage Titan,. La souscription est un succès et permet l'ajout d'illustration originales (de John Sibbick, Malcolm Barter, Bill Houston, et des cartes et plans de Steve Luxton), l'édition de cartes au format cartes à jouer résumant les sorts, et l'impression d'une carte de Titan montrant les couvertures des livres-jeux et pointant ers les lieux où ils se déroulent. La version française contient également un scénario inédit de 90 pages, À la Recherche de la jeunesse perdue. En janvier 2016, l'éditeur lance une souscription pour la traduction de Out of the Pit sous le titre français Créatures de Titan. Le succès de la souscription permet d'ajouter du contenu (illustrations, règles sur le domptage, objets magiques, magie divinatoire, invocation de golems, charmes) ; l'ouvrage contient également deux aventures solo, Odyssée pour un Jib-jib de Tholdur et La Huitième Plaie de Gwalchmei. L'ouvrage paraît en 2017.

### Parutions en anglais
Règles et suppléments de contexte
- (en) Graham Bottley, Advanced Fighting Fantasy 2nd Ed., Arion, 2011, 173 p. (ISBN 978-0-85744-067-9)
- (en) Graham Bottley, Advanced Fighting Fantasy Quickstart, Arion, 2011, 17 p.  Introduction au jeu gratuite, format PDF.
- (en) Marc Gascoigne, Out of the Pit : Monsters of Advanced Fighting Fantasy, Arion, 2011, 128 p. (ISBN 978-0-85744-068-6)
- (en) Andrew Wright, Beyond the Pit, Arion
- (en) Graham Bottley, Heroes Companion, Arion
- (en) Marc Gascoigne, Titan, Arion, 2011, 128 p. (ISBN 978-0-85744-069-3)
- (en) Graham Bottley, Blacksand, Arion
- (en) The Titan Herbal, Arion, 2017

Scénarios et campagnes
- (en) Brett Schofield, The Warlock of Firetop Mountain, Arion adaptation du livre-jeu Le Sorcier de la montagne de Feu.
- (en) Graham Bottley et Steve Jackson, Crown of Kings : the Sorcery! Campaign, Arionadaptation de la série de livres-jeux Sorcellerie !.
- Atlantis : campagne en dix volets distribuée au format électronique (PDF) : Atlantis I - All Things Old, Atlantis II - Finding Some Answers, Atlantis III - A Primal Urge, Atlantis IV - On The Defensive

Accessoires de jeu
- Advanced Fighting Fantasy Minis : figurines à imprimer et découper avec plusieurs thèmes (fichiers PDF de une à deux pages de figurines) : Dungeons I, Forest, Jungle, Marshes, Mountains, Oceans, Plains, Plains II
- Blacksand Map : carte du port de Sablenoir
- Map of Arion : carte d'Arion
- Sorcery Spell Book : livre de sorts de la série Sorcery! avec les règles spécifiques au jeu de rôle
- Titan Map : carte du monde

### Parutions en français
Ouvrages
- Graham Bottley, Steve Jackson et Ian Livingstone, Défis fantastiques, le jeu de rôle [« Advanced Fighting Fantasy »], Scriptarium, 2013, 340 p. (ISBN 978-2-9543631-0-3)
- Marc Gascoigne, Titan, Scriptarium, octobre 2014, 382 p. (ISBN 978-2-9543631-3-4)
- Marc Gascoigne, Créatures de Titan [« Out of the Pit »], Scriptarium, 2016 (ISBN 978-2-9543631-6-5)

Autres suppléments
- Olivier Monseur (ill. Jidus, Russ Nicholson), L'Écran du meneur de jeu, Scriptarium, 2013 (ISBN 978-2-9543631-2-7)
  - Olivier Monseur (ill. Jidus), Pirates à la dérive, Scriptarium, 2013
- Olivier Monseur (ill. Jidus, Russ Nicholson), L'Écran du meneur de jeu, Scriptarium, 2017, 2e éd.
  - Sébastien Urbanek (ill. Jidus), La Quête des oiseaux de sagesse, Scriptarium, 2017, 104 p.
- Les accessoires du meneur de jeu  (ill. Éric Chaussin, Jidus), Scriptarium, 2013 (ISBN 978-2-9543631-0-3)
- Florent Haro (cartographe) (ill. Jidus), Carte d'Allansia, Scriptarium, 2013, A2, vinyle
- Nécessaire de magie, 2014 : il s'agit d'un jeu de 158 cartes au format tarot (11,2 × 6 cm) décrivant les sorts.
- Figurine en résine de 35 mm représentant le mage Yaztromo.

## Stellar Adventures
En 2013, Jonathan Hicks, à la demande de Graham Bottley, a commencé à travailler sur un projet d'extension du jeu à la science-fiction, sujet abordé dans plusieurs livres-jeux de la collection (La Galaxie tragique, Le Mercenaire de l'espace, Les Trafiquants de Kelter, La Planète rebelle, La Grande Menace des robots, La Chasseur des étoiles, Le Justicier de l'univers) mais qui ne couvrira pas les super-héros (Rendez-vous avec la M.O.R.T.),,. Il s'agirait d'un supplément au jeu de base et non pas d'un jeu indépendant. Le pivot de cet univers serait Titanreach, un astroport situé sur Titan, la lune de Saturne en cours de terraformation, et permettant d'atteindre toutes les destinations de la galaxie. C'est un cadre de campagne « dans lequel ou retrouvera la plupart des aspects des livres-jeux de science-fiction, des vaisseaux spatiaux aux lasers, en passant par les pouvoirs psychiques et les désolations post-apocalyptiques. »
Le 26 juin 2016, Arion Games lance une campagne de financement participatif sur Kickstarter pour ce projet, devenu entretemps un jeu indépendant (standalone game), et intitulé Stellar Adventures. Le livre électronique (PDF) est livré le 15 juin 2017,.
Publications
- Jonathan Hicks, Stellar Adventures, Arion Games, 2017, 128 p.
- Starship Catalogue, Arion Games, 2017

## Règles de simulation
Les règles sont très simples. C'est un système basé sur les compétences.
Le personnage dispose de quatre caractéristiques chiffrées : habileté, endurance, chance et magie ; elles vont de 1 à 12, sauf l'endurance qui va de 1 à 24. Elles possèdent des valeurs de base que l'on augmente en dépensant des points. Puis, le joueur choisit un peuple (improprement appelé « race ») — humain, elfe des bois, nain —, qui augmente certaines caractéristiques et donne des points dans les compétences.
Le joueur augmente ensuite ses compétences, cotées de 0 à 4, en dépensant des points. Le joueur choisit enfin un talent, qui est un avantage réservé aux héros : adoubé (le personnage est un chevalier avec une renommée et un équipement conséquents), facilité à lancer des sorts…
Le jeu propose des archétypes qui permettent de commencer à jouer directement, ou de s'inspirer pour la création d'un personnage.
Pour résoudre une action, le joueur jette deux dés à six faces (2d6) et doit faire moins que le somme de son habileté et de la compétence. Par rapport à d'autres jeux de rôle, on peut considérer que le joueur a une seule vraie caractéristique, l'habileté, qui sert à résoudre les actions physique, sociales et intellectuelles, à l'exception notable de :
- la chance, pour les situations de chance pure ; la règle est la même que dans les livres-jeu (le score de chance décroît à chaque utilisation) ;
- la magie, qui sert à lancer des sorts, mais peut aussi remplacer l'habileté pour les jets de connaissance.

La caractéristique peut être modifiée par un bonus ou malus reflétant la difficulté de l'action ou bien les conditions de mise en œuvre ; les bonus/malus spécifiques sont décrits pour chaque compétence, mais il est possible d'établir une table générique. Par ailleurs, les règles proposent une méthode de résolution alternative consistant à dépasser un seuil en jetant 2d6 + caractéristique + compétence, afin d'homogénéiser avec la méthode utilisée en combat.
Les règles de combat sont similaires à celles des livres-jeu : chaque protagoniste détermine sa force d'attaque en ajoutant 2d6 à son habileté, mais on ajoute également la compétence d'arme le cas échéant ; le personnage ayant la plus grande force d'attaque remporte l'assaut. Les dégâts sont variables : le joueur jette 1d6 et regarde les dégâts causés sur le tableau correspondant à son arme ; de la même manière, si le personnage touché possède une armure, il jette 1d6 et lit la réduction des dégâts que procure l'armure. Les dégâts sont retirés de l'endurance.
Certains pointent la difficulté à équilibrer le système, c'est-à-dire à concevoir des combats dans lesquels les personnages aient à la fois de bonnes chances de réussir, tout en ménageant du suspense. En effet, puisque l'on compare deux jets de 2d6, chacun des joueurs a plus de chances d'obtenir des valeurs proches de la moyenne 7 que des valeurs extrêmes (probabilités en triangle), et la différence des deux jets a de fortes chances d'être proche de la moyenne 0 (probabilité en cloche). Ainsi, pour chaque point d'écart entre les habiletés, les chances de réussir croissent rapidement pour le personnage favorisé, et donc décroissent rapidement pour l'autre. Ainsi,
- si les personnages ont la même habileté, ils touchent chacun une fois sur deux (on ignore les cas d'égalité) ;
- avec 1 point d'écart, le personnage favorisé va toucher presque deux fois sur trois (62 %), l'autre une fois sur trois ;
- avec 2 points d'écart, le personnage favorisé va toucher presque trois fois sur quatre (73 %), l'autre une fois sur quatre ;
- avec 3 points d'écart, on est à 4/5 (82 %) contre 1/5 ;

Donc, avec quelques points d'écart, c'est toujours le même personnage qui touche. Mais à la différence des livres-jeux, les personnages ont d'autres options que le combat (négociation, fuite), et disposent d'options pour faire tourner les événements à leur avantage (stratégie), comme attaquer à distance, attaquer en surnombre ou de dos. Contrairement aux livres-jeux, la difficulté des combats ne constitue alors pas un défaut de jouabilité mais simplement un paramètre à prendre en compte.